# Бранкевич, Михаил Степанович
Михаил Степанович Бранкевич (род. ок. 1778 — ум. 8 июля 1812 года) — писатель, преподаватель математики.

## Биография
Из обедневшей дворянской семьи. В 1795 поступил в Киево-Могилянскую академию, в 1796 перешёл в университетскую гимназию. Во время обучения неоднократно публиковал прозаические переводы с французского и немецкого языков, а также собственные стихотворения.
С 1799 года студент философского факультета Московского университета. Был награждён двумя медалями за успешную учёбу. В 1804 окончил курс со степенью кандидата астрономии.
С 1804 преподавал в Смоленской гимназии словесность, философию, коммерческие науки, а с 1805 — арифметику в университетской гимназии.
В 1807 получил степень магистра математических наук, поступил на работу в Департамент Министерства юстиции, однако в 1810 вернулся в Московский университет, где до конца жизни служил учителем в математическом классе.
Во время службы в университете сблизился с московскими масонами (особенно с М. И. Невзоровым).
В последние годы жизни нуждался в средствах; его научный труд «Основания математики» должен был быть издан за счёт университета, однако издание не состоялось, очевидно из-за смерти автора. Всю жизнь отличался слабым здоровьем и умер от чахотки.